# Streptococcaceae
Streptococcaceae är en familj av grampositiva bakterier som tillhör ordningen Lactobacillales. Exempel på släkten som ingår i familjen är Lactococcus, Lactovum och Streptococcus .